# 八雲総合病院
八雲総合病院（やくもそうごうびょういん）は、北海道二海郡八雲町にある病院（市区町村立病院）。町立病院としては全国有数の規模になっている。

## 沿革
- 1957年（昭和32年）：「町立八雲病院」として診療開始[3]。
- 1958年（昭和33年）：伝染病棟併設（1982年廃止）[3]。
- 1962年（昭和37年）：精神科病棟新設[3]。
- 1966年（昭和41年）：一般病棟増築[3]。
- 1969年（昭和44年）：精神科病棟増築[3]。
- 1970年（昭和45年）：結核病棟増設[3]。
- 1981年（昭和56年）：全面改築工事完成[3]。人工透析室開設[3]。
- 1982年（昭和57年）：北渡島檜山圏無医地区巡回診療開始[3]。
- 1987年（昭和62年）：増改築工事完成[3]。
- 1988年（昭和63年）：「八雲総合病院」と改称[3]。
- 1989年（平成元年）：結核病棟20床を一般病棟に転用[3]。
- 1998年（平成10年）：精神神経科作業療法室増築工事完成[3]。
- 2000年（平成12年）：「指定居宅介護支援事業所」設置[3]。
- 2003年（平成15年）：新棟増築一部供用開始[3]。
- 2004年（平成16年）：感染症病棟完成[3]。新棟増築工事完成[3]。
- 2006年（平成18年）：一般病床40床を療養病床へ変更[3]。
- 2012年（平成24年）：院内保育所改築工事完成[3]
- 2013年（平成25年）：精神科病棟改築工事完成[3]。
- 2014年（平成26年）：胆振の災害拠点病院と「相互支援協定」締結[4]。
- 2015年（平成27年）：当院の医師・看護師が麻薬及び向精神薬取締法違反（所持及び自己施用）により逮捕[5]。中央棟改築工事完成。
- 2017年（平成29年）：新正面玄関・駐車場供用開始 グランドオープン

。

## 機関指定
| 保険医療機関                                             | 労災保険指定医療機関                     |
| 指定自立支援医療機関（更生医療・育成医療・精神通院医療） | 精神保健指定医の配置されている医療機関   |
| 生活保護法指定医療機関                                   | 母体保護法指定医の配置されている医療機関 |
| 戦傷病者特別援護法指定医療機関                           | 原子爆弾被害者一般疾病医療取扱医療機関   |
| 第二種感染症指定医療機関                                 | 災害拠点病院                             |
| へき地医療拠点病院                                       | 地域周産期母子医療センター               |
| 難病指定医療機関                                         | 小児慢性特定疾患医療機関                 |
| 救急告示病院（救急指定病院）                             | 北渡島檜山地域センター病院               |
| 臨床研修指定病院（基幹型）                               | 災害派遣医療チーム（北海道DMAT）指定病院 |
| 北海道医師会母体保護法に基づく研修機関                   |                                          |

## 診療科等
診療科
- 内科
- 循環器内科
- 外科
- 小児科
- 精神科
- 産婦人科
- 眼科
- 耳鼻咽喉科
- 整形外科
- 脳神経外科
- 皮膚科
- 泌尿器科
- 麻酔科
- 放射線科
- 歯科

部門
- リハビリテーション室
- 看護部
- 薬局
- 栄養管理室
- 臨床検査室
- 訪問医療室
- ME室
- 居宅介護支援事業所

事務局
- 管理課
- 建設企画課
- 医事課

## 施設認定
| 日本整形外科学会研修施設                   | 日本外科学会専門医制度関連施設           |
| 日本眼科学会専門医制度研修施設             | 日本精神神経学会精神科専門医制度研修施設 |
| 日本循環器学会指定循環器専門医研修関連施設 |                                          |

## アクセス・駐車場
- 北海道旅客鉄道（JR北海道）八雲駅から車で約3分、徒歩約7分
- 函館バス「八雲総合病院」バス停下車
- 駐車場：250台